# Steve Cook
Steve Anthony Cook (ur. 19 kwietnia 1991) – angielski piłkarz występujący na pozycji obrońcy w Nottingham Forest.